# Saint-Benin-d'Azy
Saint-Benin-d'Azy és un municipi francès, situat al departament del Nièvre i a la regió de Borgonya - Franc Comtat. L'any 2007 tenia 1.250 habitants.

## Demografia

### Població
El 2007 la població de fet de Saint-Benin-d'Azy era de 1.250 persones. Hi havia 500 famílies, de les quals 152 eren unipersonals (52 homes vivint sols i 100 dones vivint soles), 164 parelles sense fills, 152 parelles amb fills i 32 famílies monoparentals amb fills.
La població ha evolucionat segons el següent gràfic:
Habitants censats

### Habitatges
El 2007 hi havia 665 habitatges, 507 eren l'habitatge principal de la família, 70 eren segones residències i 88 estaven desocupats. 628 eren cases i 33 eren apartaments. Dels 507 habitatges principals, 378 estaven ocupats pels seus propietaris, 112 estaven llogats i ocupats pels llogaters i 17 estaven cedits a títol gratuït; 2 tenien una cambra, 23 en tenien dues, 99 en tenien tres, 156 en tenien quatre i 227 en tenien cinc o més. 350 habitatges disposaven pel capbaix d'una plaça de pàrquing. A 234 habitatges hi havia un automòbil i a 201 n'hi havia dos o més.

### Piràmide de població
La piràmide de població per edats i sexe el 2009 era:
| Homes | Edats   | Dones |
| ----- | ------- | ----- |
| 8     | 95 o +  | 16    |
| 4     | 90 a 94 | 52    |
| 4     | 85 a 89 | 20    |
| 8     | 80 a 84 | 28    |
| 40    | 75 a 79 | 44    |
| 32    | 70 a 74 | 48    |
| 28    | 65 a 69 | 36    |
| 24    | 60 a 64 | 20    |
| 16    | 55 a 59 | 24    |
| 36    | 50 a 54 | 36    |
| 40    | 45 a 49 | 40    |
| 40    | 40 a 44 | 20    |
| 40    | 35 a 39 | 40    |
| 44    | 30 a 34 | 44    |
| 44    | 25 a 29 | 28    |
| 24    | 20 a 24 | 20    |
| 40    | 15 a 19 | 16    |
| 48    | 10 a 14 | 48    |
| 32    | 5 a 9   | 20    |
| 20    | 0 a 4   | 56    |

## Economia
El 2007 la població en edat de treballar era de 706 persones, 506 eren actives i 200 eren inactives. De les 506 persones actives 457 estaven ocupades (243 homes i 214 dones) i 49 estaven aturades (23 homes i 26 dones). De les 200 persones inactives 70 estaven jubilades, 61 estaven estudiant i 69 estaven classificades com a «altres inactius».

### Ingressos
El 2009 a Saint-Benin-d'Azy hi havia 534 unitats fiscals que integraven 1.227,5 persones, la mediana anual d'ingressos fiscals per persona era de 17.299 €.

### Activitats econòmiques
Dels 58 establiments que hi havia el 2007, 2 eren d'empreses extractives, 1 d'una empresa alimentària, 1 d'una empresa de fabricació d'altres productes industrials, 8 d'empreses de construcció, 10 d'empreses de comerç i reparació d'automòbils, 8 d'empreses de transport, 2 d'empreses d'hostatgeria i restauració, 2 d'empreses d'informació i comunicació, 3 d'empreses financeres, 1 d'una empresa immobiliària, 6 d'empreses de serveis, 9 d'entitats de l'administració pública i 5 d'empreses classificades com a «altres activitats de serveis».
Dels 20 establiments de servei als particulars que hi havia el 2009, 1 era una oficina d'administració d'Hisenda pública, 1 gendarmeria, 1 oficina de correu, 2 oficines bancàries, 3 tallers de reparació d'automòbils i de material agrícola, 1 paleta, 1 guixaire pintor, 2 lampisteries, 1 electricista, 1 empresa de construcció, 3 perruqueries, 2 veterinaris i 1 agència immobiliària.
Dels 6 establiments comercials que hi havia el 2009, 1 era un hipermercat, 1 una botiga de menys de 120 m², 1 una peixateria, 1 una sabateria, 1 una botiga de mobles i 1 una joieria.
L'any 2000 a Saint-Benin-d'Azy hi havia 21 explotacions agrícoles que ocupaven un total de 2.044 hectàrees.

## Equipaments sanitaris i escolars
El 2009 hi havia 1 centre de salut, 1 farmàcia i 1 ambulància.
El 2009 hi havia 1 escola maternal i 1escola elemental. Saint-Benin-d'Azy disposava d'un col·legi d'educació secundària amb 163 alumnes.

## Poblacions més properes
El següent diagrama mostra les poblacions més properes.